# Tour of the Cotswolds
Die Tour of the Cotswolds war ein britischer Wettbewerb im Straßenradsport, der als Eintagesrennen im Südwesten Englands von 1948 bis 2001 veranstaltet wurde.

## Geschichte
Der Tour of the Cotswolds wurde 1948 als zunächst nationales Rennen begründet. In den 1960er Jahren wurde es internationalisiert. Von 1999 bis 2001 war es in der Kategorie 1.5. des Rennkalenders der Union Cycliste International (UCI) eingestuft. Start und Ziel lagen in Gloucester in der Grafschaft Gloucestershire.

## Palmarès
- 1948  Ken Russell
- 1949–1951 nicht ausgetragen
- 1952  Fred Nicholls
- 1953  John Hibell
- 1954  Jim Turner
- 1955  Bevis Wood
- 1956  Doug Collins
- 1957  Gilbert Taylor
- 1958  Arthur Ilsley
- 1959 nicht ausgetragen
- 1960  Dave Bedwell
- 1961  Mick Hesson
- 1962  Bob Newell
- 1963  Ray Minovi
- 1964  Les West
- 1965  Les West
- 1966  Alan Lloyd
- 1967  Les West
- 1968  Les West
- 1969  Brian Bulmer
- 1970  Phil Edwards
- 1971  Phil Edwards
- 1972  John Clewarth
- 1973  Phil Griffith
- 1974  Ivan Ronsse
- 1975  Bert Scheunemann
- 1976  Pat McQuaid
- 1977  Steve Lawrence
- 1978  William Tackaert
- 1979  Steve Lawrence
- 1980  Steve Lawrence
- 1981  Bob Downs
- 1982  Steve Joughin
- 1983  Peter Longbottom
- 1984  Deno Davie
- 1985  John David Tonks
- 1986  Roger Dunne
- 1987  Paul Curran
- 1988  Laurent Madouas
- 1989  Peter Longbottom
- 1990  Gary Speight
- 1991  Steve Farrell
- 1992  Andrew Perks
- 1993  Mark Walsham
- 1994  David Rayner
- 1995  Chris Lillywhite
- 1996  Mark McKay
- 1997  Tony Bracke
- 1998  Colin Sturgess
- 1999  John Tanner
- 2000  Mark Lovett
- 2001  John Tanner